# BMK Kohle und Energie
Das Bau- und Montagekombinat Kohle und Energie wurde am 1. Juli 1959 gegründet und war der größte und leistungsstärkste Baubetrieb der DDR. Der jährliche Umsatz, zwischen 1970 und 1990, lag bei über 2 Milliarden Mark der DDR.

## Beschreibung

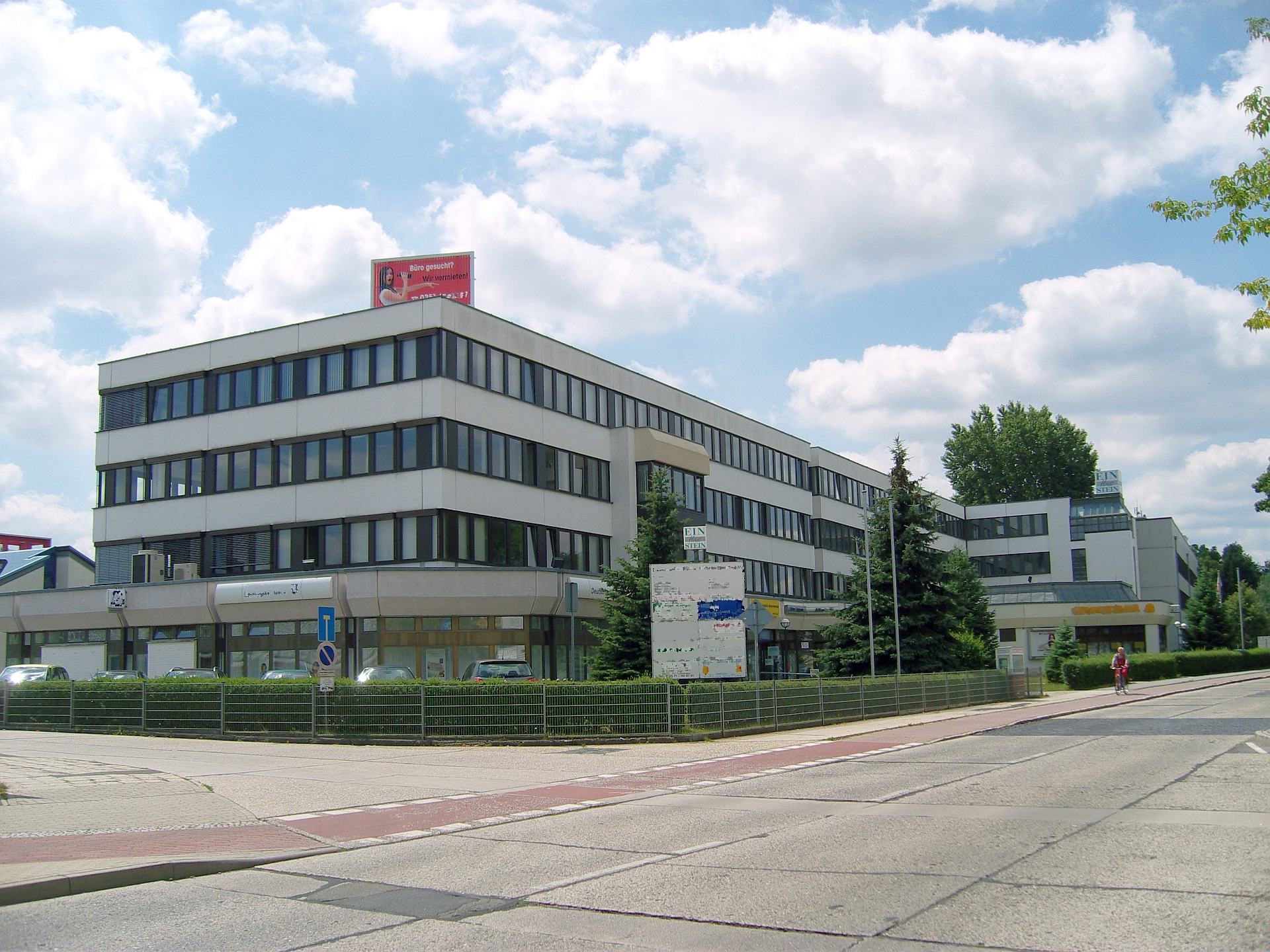
Ehemaliges Gebäude der Kombinatsleitung in Hoyerswerda (Foto: 2011)

### Gründungsphase
Dem Kombinat wurden bei seiner Gründung als Betriebsteile die vorher selbstständigen Volkseigenen Betriebe VEB Kraftwerks- und Industriebau Dresden, VEB Bau-Union Kohle Lauchhammer, VEB Zentrale Baueinrichtungen und Bauorganisation Schwarze Pumpe und VEB Industriebau Cottbus zugegliedert. Am 1. Januar 1960 folgten noch der VEB Bagger- und Förderarbeiten Dresden sowie der Betriebsteil des VEB Bau-Union Süd Dresden auf der Baustelle Schwarze Pumpe. Die Kombinatsleitung nahm ihren Sitz in Hoyerswerda. Das Kombinat war direkt dem Ministerium für Bauwesen unterstellt und wurde von diesem, wie alle BMKs, zentral geleitet. Weitere zentralgeleitete Kombinate des Bauwesens können in der Liste von Kombinaten der DDR eingesehen werden.
Als Vorbereitungsbetriebe wurden am 1. Mai 1968 zwei Unternehmen in das Kombinat eingegliedert: der VEB Industrieprojektierung Dresden I (IPRO Dresden, Ende 1949 gegründet) und der VEB Industrieprojektierung Berlin I (IPRO Berlin, gegründet am 1. Januar 1950).
Anfang der 1970er Jahre erhielten alle Betriebsteile den Status eines Kombinatsbetriebes (KB); die Vorbereitungsbetriebe hießen ab da z. B. – mit erweitertem Aufgabenumfang – KB Forschung und Projektierung (FOPRO).

### Außenstellen und kleinere Betriebe
Da am Standort des KB FOPRO Berlin am Köllnischen Park in Berlin keine extensiven Erweiterungsmöglichkeiten bestanden, wurde am 1. Juli 1971 eine Außenstelle des Betriebes in Cottbus gegründet, aus der am 1. Januar 1976 ein Betriebsteil und am 1. Januar 1981 der KB FOPRO Cottbus als eigenständiger Kombinatsbetrieb hervorging.
1979 wurden 16 weitere Betriebe übernommen: VEB Bau Gröditz, VEB Bau Großröhrsdorf, VEB Bau Pulsnitz, VEB Bau Radeberg, VEB Bau Stolpen, VEB Ausbau Bad Schmiedeberg, VEB Hoch- und Ausbau Neukirch, VEB Hoch- und Tiefbau Dürrröhrsdorf, VEB Hochbau Seifhennersdorf, VEB Industriebau Kamenz, VEB Baukeramik Görlitz, VEB Fußbodenplatten Freital, VEB Heizungsanlagen Dresden-Süd, VEB Korrosionsschutz Dresden, VEB Landtechnik Sacka und VEB Stahlbau Görlitz.
Ein Jahr später folgten noch VEB Bau Coswig, VEB Bau Herzberg, VEB Hoch- und Tiefbau Hainewalde sowie der VEB Stahl- und Rohrtechnik Pirna. Als letzte Erweiterung des Kombinats wurde am 1. Januar 1981 die Eingliederung des Anfang 1970 gegründeten VEB Hochbau Cottbus als KB Hochbau Cottbus vorgenommen. 1989 erfolgte die Auflösung dieses Kombinatsbetriebes. Seine Kapazitäten wurden dem KB Industriebau Cottbus zugeordnet, der sich ab da KB Industrie- und Hochbau Cottbus nannte.

### Umbau 1989–1991 infolge der Wende
Im Jahr 1989 hatte der VEB BMK Kohle und Energie 17.000 Beschäftigte in 15 Kombinatsbetrieben. Dem Kombinat oblag schwerpunktmäßig die Bauausführung von Investitionsvorhaben der Kohle- und Energiewirtschaft. Ab 1959 war es maßgeblich an der bautechnischen Vorbereitung und Realisierung von 43 Kraftwerken sowie von allen baulichen Anlagen für 17 Braunkohlentagebauaufschlüsse beteiligt gewesen. Bei den Kraftwerksvorhaben befanden sich solche wie die Kraftwerke Lübbenau, Vetschau, Boxberg und Jänschwalde, aber auch das Kernkraftwerk Nord in Lubmin bei Greifswald. Einen weiteren Aufgabenschwerpunkt bildete die bautechnische Vorbereitung und Errichtung von Industriebauvorhaben für Betriebe der sogenannten zentralgeleiteten Industrie in den DDR-Bezirken Cottbus und Dresden, so beispielsweise für das Chemiefaserwerk Guben, das Textilkombinat Cottbus, das Fernsehkolbenwerk Friedrichshain/Tschernitz, den Zinnerzbergbau Altenberg, die Baumwollspinnerei Bernstadt oder das Forschungszentrum Mikroelektronik Dresden. Außerdem war das Kombinat an ausgewählten Vorhaben des Gesellschaftsbaues beteiligt (u. a. am Rundkino Dresden und am Wiederaufbau des Berliner Doms).

Altlogo von 1990

Logo der Union-Bau AG

Am 1. Mai 1990 entstand durch Privatisierung des Kombinates (ohne die drei Vorbereitungsbetriebe, die eigene Wege gingen) die Union-Bau AG mit der Zentralverwaltung in Hoyerswerda und den Hauptniederlassungen Nord-Ost in Cottbus und Süd-Ost in Dresden. Die Union-Bau wurde am 18. Juni 1991 von der Dyckerhoff & Widmann AG (Dywidag) übernommen. Im Jahr 2001 fusionierte die Walter Bau mit der Dywidag, deren Aktienmehrheit sie bereits ab 1992 besaß. Fortan trat der Baukonzern als Walter Bau AG vereinigt mit DYWIDAG am Markt auf, bis am 1. Februar 2005 die Walter Bau AG den Antrag auf Eröffnung des Insolvenzverfahrens stellen musste. Das Verfahren wurde am 1. April 2005 eröffnet. Einige ausgewählte Unternehmensbereiche übernahm zu dieser Zeit die Bauholding Strabag aus der Insolvenzmasse.
Der KB FOPRO Cottbus wurde durch die Treuhandanstalt per Management-Buy-out mit Umwandlungserklärung vom 31. Mai 1990 als ARCUS Planung und Beratung Bauplanungsgesellschaft mbH Cottbus privatisiert. Zur gleichen Zeit entstand aus dem KB FOPRO Dresden die IPRO Dresden Architekten und Ingenieuraktiengesellschaft. Der KB FOPRO Berlin ging in der CBF Engineering GmbH auf, einem Unternehmen der dänischen Carl Bro Group.

## Kombinatsbetriebe
Die Struktur des Kombinates wurde mehrmals dem jeweiligen Baugeschehen angepasst. Nachstehend ist die Struktur in den 1980er Jahren aufgeführt:
- KB 01 Industriebau BAK Kriwoi Rog (UdSSR) Hoyerswerda/Kriwoi Rog
- KB 20 Industriebau Boxberg (vormals Kraftwerk Boxberg)
- KB 30 Industriebau Lubmin
- KB 40 Ausbau Großenhain
- KB 50 Industriebau Cottbus
- KB 60 Industriebau Dresden
- KB 70 Industriebau Riesa
- KB 80 Industriebau Bautzen
- KB 90 Hochbau Cottbus
- KB 11 Tiefbau Dresden
- KB 12 Montagebau Hoyerswerda
- KB 13 Instandsetzung und Vorfertigung Dresden
- KB 14 Forschung und Projektierung Dresden
- KB 15 Forschung und Projektierung Berlin
- KB 16 Forschung und Projektierung Cottbus
- Institut für Kernenergiebauten Hoyerswerda

Die meisten Ausführungsbetriebe hatten mehrere Oberbauleitungen, denen Bauleitungen nachgegliedert waren. In den Vorbereitungsbetrieben bestanden sogenannte „Produktionsbereiche“.

## Kombinatseigene Betriebsberufsschulen
Folgende Betriebsberufsschulen (BBS) wurden betrieben:
- BBS „Robert Siewert“ in Bautzen
- BBS „Erich Weinert“ in Spremberg
- BBS „Alfred Hecktheuer“ in Riesa
- BBS „John Schehr“ in Laubusch
- BBS „Julius Fučík“ in Dresden

## Kombinatseigene Betriebsferienheime
- Betriebsferienheim „Waldhof“, Schöna (Elbsandsteingebirge)
- Ferien- und Schulungsheim „Felsenmühle“, Spreedorf (Lausitzer Gebirge)
- Betriebsferienheim Schellerhau (Osterzgebirge)
- 2 Bungalows (Campingplatz Oberer Waldteich Boxdorf)[2]

unter anderem

## Kombinatseigene Kinderferienlager
Folgende Kinderferienlager wurden betrieben:
- KFL „Fiete Jansen“ in Glowe, Kreis Rügen
- KFL „Irène Joliot-Curie“ in Koserow, Kreis Wolgast
- KFL „Bergschlößchen“ in Nossen (Sachsen) für die Kleinsten

## Betriebsgebäude

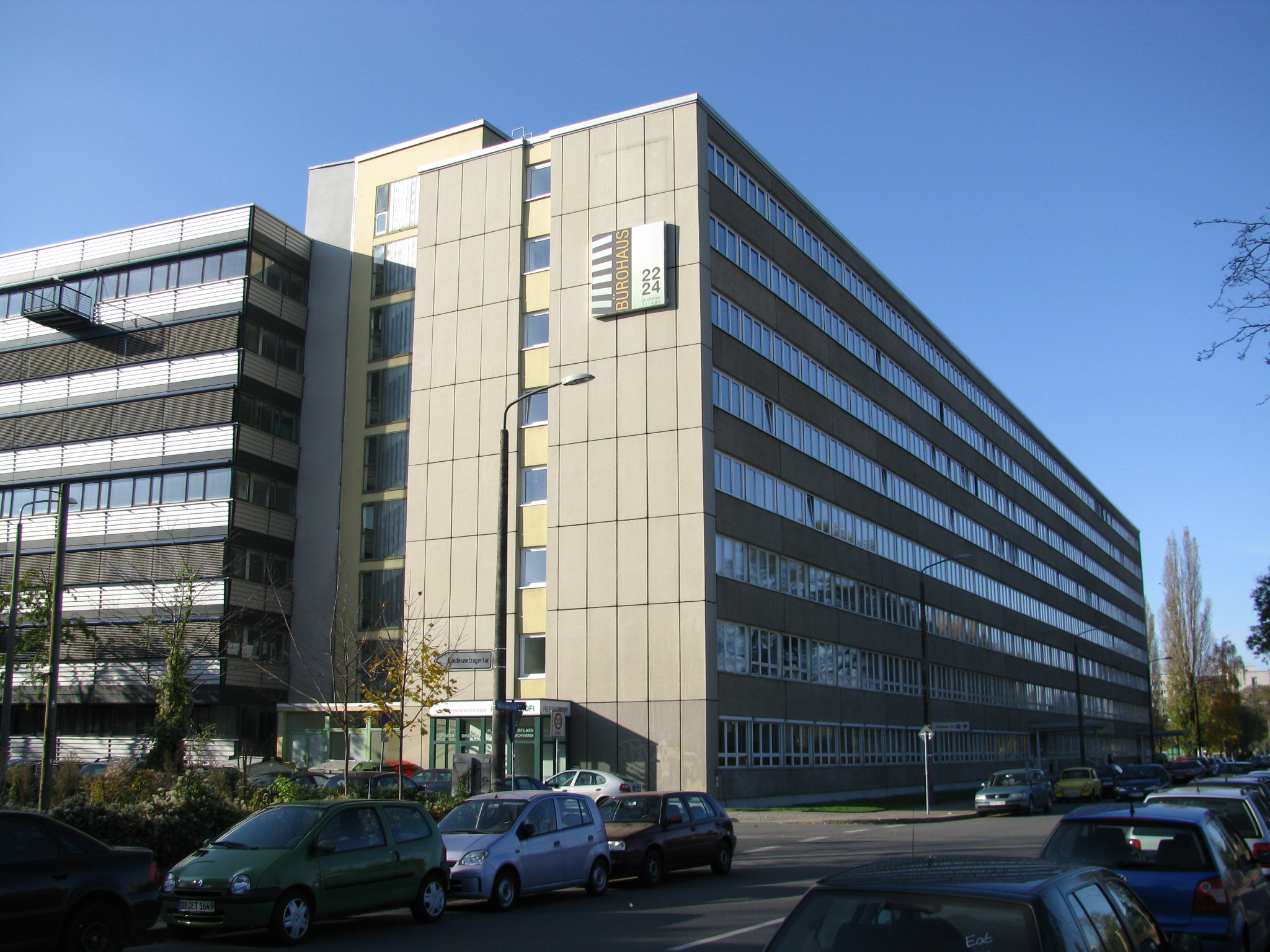
Betriebsgebäude Strehlener Straße 22 heute

Eines der ehemaligen Betriebsgebäude des BMK Kohle und Energie befindet sich an der Strehlener Straße in Dresden, nahe dem Dresdner Hauptbahnhof. Es wurde von 1970 bis 1971 nach den Entwürfen der Architekten Harry Schulze und Achim Riebe als achtstöckiges Gebäude erbaut. Es ist 108 Meter lang und 12 Meter breit und bildete die „Fortsetzung der südlichen Bebauung der Strehlener Straße“. Das Gebäude wurde in der Stahlbeton-Skelettbauweise (VGB) und die beiden Treppenhaustürme in Gleitbauweise errichtet. Die Fassadenfront ist durch eine „[b]etont horizontale Fassadengliederung“ gekennzeichnet. Diese Gliederung erfolgt durch Brüstungen aus Beton mit Waschbeton-Oberflächen und Holz-Glas-Fensterbändern. Das Gebäude wurde 2013 durch den Freistaat Sachsen aus der Insolvenzmasse der Walter Bau AG übernommen und wird im Jahr 2015 hauptsächlich durch die Technische Universität Dresden genutzt.
Das Gebäude des KB 14 Forschung und Projektierung Dresden ist heute Sitz der IPROconsult GmbH, entstanden aus diesem KB 14.

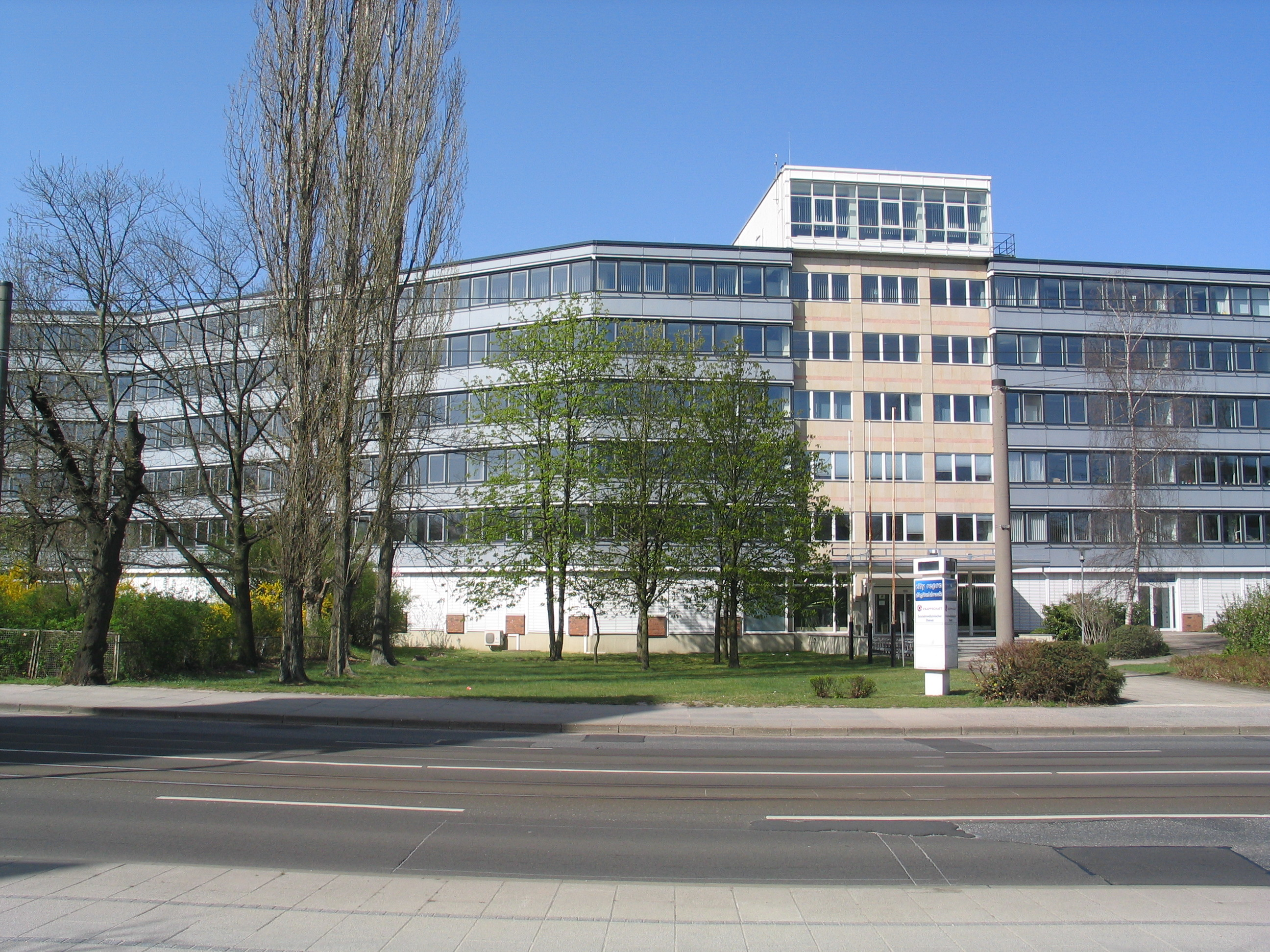
Bürogebäude Thiemstraße 130 in Cottbus, Bauzustand 2011

Das Bürogebäude für den Kombinatsbetrieb Forschung und Projektierung Cottbus wurde in drei Bauabschnitten von 1974 bis 1978 nach einem Entwurf von Hellmut Gerth und Rüdiger Galley an der Cottbuser Thiemstraße 130 errichtet. Es wurde als zweibändige Anlage für 750 Arbeitsplätze ausgelegt. Beim Bau gelangte das Hubdeckenverfahren (lift-slab-Verfahren) zum Einsatz, bei dem die sieben Stahlbeton-Geschossdeckenplatten monolithisch auf Geländeniveau hergestellt wurden, um anschließend an Stahlstützen hydraulisch auf das jeweilige Einbauniveau gehoben und an diesen Stützen aufgelagert zu werden. Der Gebäudestabilisierung dienen in Gleitbauweise hergestellte Treppenhauskerne. „Horizontale Profilierung durch umlaufend aneinandergereihte Stahlfenster; die Brüstungen sind in weißer Metallverkleidung hergestellt worden“.

### Freizeitgestaltung der Mitarbeiter
Im Jahr 1971 fanden sich Musik-interessierte Mitarbeiter des BMK, die hauptsächlich dem Kombinatsbetrieb Tiefbau angehörten, und anderer Betriebe zusammen und gründeten das Blasorchester der Bauarbeiter. Der KB Tiefbau war bis 1990 der Trägerbetrieb des Orchesters und kümmerte sich um die finanzielle und materielle Ausstattung. Die Ausbildung der Amateurmusiker fand durch Musiker des Ministeriums des Innern statt. Im November 1972 trat das Orchester erstmals öffentlich in Erscheinung und konnte in den Folgejahren etliche erfolgreiche Auftritte verzeichnen. 1990 wurde, nach dem Ende der Förderung durch den Trägerbetrieb, der Verein Blasorchester Dresden gegründet, der seit 1991 als Musikverein Dresden 71 e. V. auftritt.

## Sonstiges
Die Dreharbeiten des 1986 entstandenen DEFA-Films Fahrschule wurden durch den Fuhrpark des KB Instandsetzung und Vorfertigung unterstützt. Für eine Szene wurde eine Zugmaschine mit Auflieger zur Verfügung gestellt.
Am Standort des „Kaufpark Nickern“ befand sich früher ein Betriebsteil des KB Industriebau Dresden.